# Лавалейд, Кармен де
Кармен де Лавалейд (англ. Carmen de Lavallade; род. 6 марта 1931, Лос-Анджелес, Калифорния) — американская актриса, танцовщица и хореограф.

## Ранние годы
Кармен де Лавалейд родилась 6 марта 1931 года в Лос-Анджелесе, Калифорния в семье креолов из Нового Орлеана, штат Луизиана. Её воспитывала тётя Адель, владевшая одним из первых афроамериканских книжных магазинов по истории на центральной улице. А её двоюродная сестра Джанет Коллинз была первой креольской примой-балериной Метрополитен-оперы.
Де Лавалейд в возрасте 16 лет начала заниматься балетом у Мелиссы Блейк. После окончания средней школы Томаса Джефферсона в Лос-Анджелесе она получила стипендию на обучение танцам у Лестера Хортона.

## Карьера
В 1949 году де Лавалейд стала участницей театра танца Лестера Хортона, где она танцевала в качестве ведущей танцовщицы до своего отъезда в Нью-Йорк с Алвином Эйли в 1954 году. Как и все ученики Хортона, де Лавалейд изучала разные виды искусства, включая живопись, актёрское мастерство, музыку, декорации и костюмы, а также балет и другие формы современного и этнического танца. Она училась танцам у балерины Кармелиты Мараччи и актёрскому мастерству у Стеллы Адлер. В 1954 году де Лавалейд дебютировала на Бродвее в паре с Алвином Эйли в мюзикле Трумена Капоте «House of Flowers» с Перл Бэйли в главной роли.
В 1955 году она вышла замуж за танцора и актёра Джеффри Холдера, с которым познакомилась во время работы над «House of Flowers». С Холдером де Лавалейд поставила своё фирменное соло «Come Sunday» под спиритуальную чёрную композицию Одетты Холмс. А уже в следующем году она танцевала в качестве примы-балерины в операх «Аида» и «Самсон и Далила» в Метрополитен-опере.
Де Лавалейд дебютировала на телевидении в балете Джона Батлера «Flight», а в 1957 году она появилась в телевизионной постановке Дюка Эллингтона «A Drum Is a Woman». Она появилась в нескольких офф-Бродвей постановках, в том числе «Отелло» и «Смерть коммивояжёра». Знакомство с руководителями компании «20th Century Studios» Линой Хорн увеличило количество ролей, которые де Лавалейд сыграла в период с 1952 по 1955 год. Также она сыграла несколько ролей в фильмах, включая «Carmen Jones» (1954) с Дороти Дэндридж и «Ставки на завтра» (1959) с Гарри Белафонте.
Де Лавалейд была приглашенной примой танцевальной труппы Алвина Эйли в турне по Азии. А в некоторых странах ансамбль даже называли американской танцевальной тупой де Лавалейд. Она также участвовала в выступлениях с Дональдом Маккейлом и принимала участие в постановках «The Four Marys» и «The Frail Quarry» Американского театра балета Агнес де Милль в 1965 году. По настоянию своего друга Джона Батлера она начала преподавать хореографию в Йельской школе драмы в 1970 году. Она ставила мюзиклы, пьесы, оперы и в конце концов стала профессором школы и членом Йельского репертуарного театра. Среди студентов того времени были: Мерил Стрип, Сигурни Уивер, Джо Грифази, Кристофер Дуранг и Венди Вассерштейн. На период с 1990 по 1993 де Лавалейд возвращалась в Метрополитен-оперу в качестве хореографа постановок «Порги и Бесс» и «Нюрнбергские мейстерзингеры».
В 2003 году де Лавалейд появилась в актёрском составе внебродвейской постановки «Wit & Wisdom». В 2010 году на один вечер она появилась в постановке Стивена Сондхайма «Evening Primrose». В 2014 году она представила свое сольное шоу «As I Remember It». Эта работа представляла собой размышление об истории её танца через перформанс, фильмы и рассказы историй.

## Личная жизнь
Кармен де Лавалейд жила в Нью-Йорке вместе со своим мужем Джеффри Холдером вплоть до его смерти 5 октября 2014 года. В 2015 году их совместная жизнь стала предметом документального фильма Линды Аткинсон и Ника Дуба «Кармен и Джеффри». В браке у пары родился сын, мальчика назвали Лео. Шурином де Лавалейд был Артур Олдвин Холдер, ведущий современный художник Тринидада и Тобаго, который также сумел построить карьеру дизайнера, танцора, хореографа и музыканта.

## Награды
В 2004 году де Лавалейд получила премию « Lifetime Achievement Award» в рамках месяца негритянской истории а также премию «Rosie Award» (учрежденную в честь Розетты Ленуар, и присуждаемую лицам, демонстрирующим выдающиеся достижения и преданность делу в театральном искусстве). В 2006 году Кармен была удостоена премии «Bessie Awards», в 2007 — премии «Capezio», а также получила степень почетного доктора изящных искусств Государственного университета Нью-Йорка и Джульярдской школы в 2008 году.
В 2016 году Кармен де Лавалейд получила театральную премию «Obie» за выдающиеся достижения в театре вне Бродвея, премия была учреждена организацией «American Theatre Wing» и еженедельным изданием «The Village Voice».
В декабре 2017 она была удостоена премии центра Кеннеди. 17 августа 2017 года, спустя 2 дня после третьего заявления президента США Трампа касательно марша «Объединённых правых», де Лавалейд объявила, что отказывается от участия в приеме в Белом Доме, который позже был отменен. Но она присутствовала на ужине Государственном департаменте, который был организован госсекретарем США Рексом Тиллерсоном, а вела который Джули Эндрюс.
Также в 2017 году на гала-фестивале «Eighty Gala 2017» Кармен была удостоена награды издания «The New Jewish Home’s».